# Jacob Grimmer

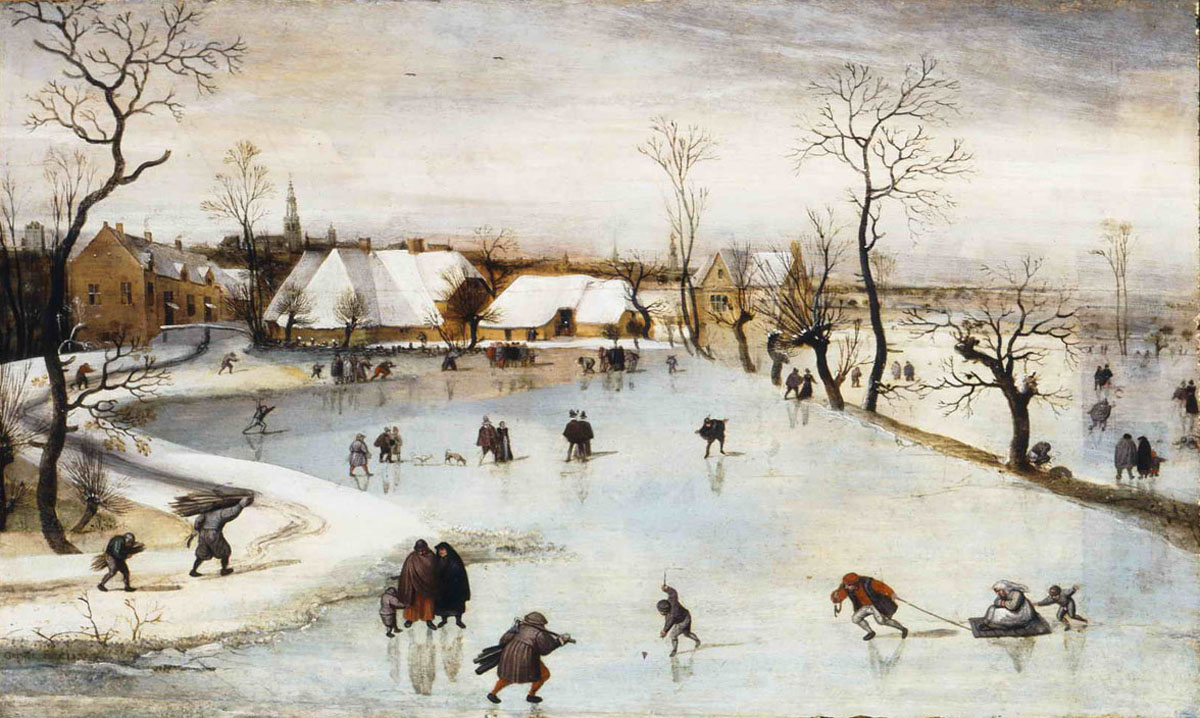
Winter, olieverf op paneel, 36,5 x 59,5 cm, Szépművészeti Múzeum, Boedapest

Jacob Grimmer (Antwerpen, ca. 1526 – aldaar, ca. 1590) was een Brabants kunstschilder. Hij was de vader en leermeester van Abel Grimmer. Beide kunstenaars wijdden zich aan de landschapschilderkunst.
Jacob Grimmer was zelf een leerling van Gabriël Bouwens, Matthys Cock en Christiaan van Queckborne. In 1546 werd hij lid van de rederijkerskamer De Violieren. In 1547 trad hij toe tot het Antwerpse Sint-Lucasgilde. Hij trouwde in 1548 `met Lucia van de Wouwer en kreeg vier kinderen, waaronder prentuitgever Abraham Grimmer en schilder Abel Grimmer.
Zijn landschappen zijn niet geïdealiseerd of geromantiseerd, maar tonen een reëel beeld van de werkelijkheid. Vaak werkte hij in serie en vervaardigde afbeeldingen van landschappen rond Antwerpen in de verschillende maanden en seizoenen van het jaar. Zijn werk werd internationaal bekend en geroemd door onder meer Giorgio Vasari en Karel van Mander. Zijn zoon volgde in zijn voetsporen, waardoor de toeschrijving van werken soms problematisch is.
Werk van Jacob Grimmer bevindt zich onder meer in de  Kunsthalle in Hamburg, het Szépművészeti Múzeum in Boedapest, het Ashmolean Museum in Oxford, het Poesjkinmuseum in Moskou, het Koninklijk Museum voor Schone Kunsten in Antwerpen en in de Nationale Galerie in Praag.